# Виконт Бриджмен
Виконт Бриджмен из Ли в графстве Шропшир — наследственный титул в системе Пэрства Соединённого королевства. Он был создан 18 июня 1929 года для консервативного политика Уильяма Бриджмена (1864—1935). Он ранее занимал посты министра внутренних дел (1922—1924) и первого лорда Адмиралтейства (1924—1929). Он был сыном преподобного достопочтенного Джона Роберта Орландо Бриджмена (1831—1897), третьего сына Джорджа Бриджмена, 2-го графа Брэдфорда (1789—1865). Сын Уильяма Бриджмена, Роберт Клайв Бриджмен, 2-й виконт Бриджмен (1896—1982), служил лордом-лейтенантом графства Шропшир (1951—1969).
По состоянию на 2025 год носителем титула являлся его племянник, Робин Джон Орландо Бриджмен, 3-й виконт Бриджмен (род. 1930), который сменил своего дядю в 1982 году. Лорд Бриджмен — один из 90 избранных наследственных пэров, которые остались в Палате лордов после принятия Акта Палаты лордов 1999 года, где он сидит на скамейке консерваторов.
Семейное гнездо — Уотли-хаус в окрестностях Уинчестера, графство Хэмпшир.

## Виконты Бриджмен (1929)
- 1929—1935: Уильям Клайв Бриджмен, 1-й виконт Бриджмен (31 декабря 1864 — 14 августа 1935), сын преподобного достопочтенного Джона Роберта Орландо Бриджмена (1831—1897);
- 1935—1982: Генерал-майор Роберт Клайв Бриджмен, 2-й виконт Бриджмен (1 апреля 1896 — 17 ноября 1982), старший сын предыдущего
- 1982 — настоящее время: Робин Джон Орландо Бриджмен, 3-й виконт Бриджмен (род. 5 декабря 1930), единственный сын бригадира достопочтенного Джеффри Джона Орландо Бриджмена (1898—1974), второго сына 1-го виконта Бриджмена;
  - Наследник: достопочтенный Люк Робинсон Орландо Бриджмен (род. 1 мая 1971), второй сын предыдущего;
    - Наследник наследника: Генри Валентин Ральф Орландо Бриджмен (род. 11 октября 1999), старший сын предыдущего.